# Rahmenlehrplan
Ein Rahmenlehrplan ist ein Lehrplan für die Berufsausbildung, der die angestrebten Kompetenzen sowie – in den meisten Fällen – Unterrichtsinhalte für den berufsbezogenen Unterricht der Berufsschule beschreibt. Er ist nicht zu verwechseln mit dem Ausbildungsrahmenplan, der die sachlichen und zeitlichen Gliederung entsprechenden Fertigkeiten, Kenntnisse und Fähigkeiten innerhalb der betrieblichen Ausbildung festlegt, dieser ist Bestandteil der jeweiligen Ausbildungsordnung.
Der Rahmenlehrplan enthält keine methodischen Festlegungen für den Unterricht. Da die Auszubildenden unterschiedliche Erfahrungen und Vorbildungen mitbringen, muss der Rahmenlehrplan recht offen gestaltet sein (er gibt eben nur den Rahmen vor). Ein Rahmenlehrplan ist nach Lernfeldern strukturiert. Damit lässt er sich an die Bedürfnisse der Berufsschulen der einzelnen Bundesländer anpassen. Dies geschieht durch Umsetzung und Anpassung des Rahmenlehrplans in eigene Lehrpläne. Die Umsetzung in solche konkreteren Lehrpläne ist Sache der Bundesländer.
Rahmenlehrpläne werden durch die Ständige Konferenz der Kultusminister und -senatoren der Länder (KMK) beschlossen, hingegen wird der Ausbildungsrahmenplan vom Bundesministerium für Wirtschaft und Technologie verordnet.
Rahmenlehrpläne und Ausbildungsrahmenpläne werden stets gemeinsam z. B. im Bundesanzeiger veröffentlicht.